# Alfa (letter)
De alfa (hoofdletter Α, kleine letter α, Grieks ἄλφα, ook wel gespeld als alpha) is de eerste letter van het Griekse alfabet. De hoofdletter Α is gelijk aan de Latijnse letter A. α' is het Griekse cijfer voor 1, ,α voor 1000. De alfa wordt uitgesproken als een /a/, zoals in appel; ά als een /aa/, zoals in aap.
Zoals ook de andere letters van het Griekse alfabet, ontleent de alfa zijn naam aan het Fenicische, en het Hebreeuwse alfabet, waar elke letter wordt aangeduid met een woord dat met die letter begint; in dit geval Alef, os.

## Gebruik
- In het vwo kozen de leerlingen vroeger alfa (talen en cultuur) of bèta (natuurwetenschappen).
- Alfastraling is ioniserende straling die bestaat uit kernen van heliumatomen (met name helium-4).
- In de fysica en de wiskunde wordt de α gebruikt voor hoeken (onder andere optica).
- De fijnstructuurconstante α is in de fysica de fundamentele constante (koppelingsconstante) die de sterkte van de elektromagnetische wisselwerking bepaalt.
- Volgens het door Johannes Bayer ingevoerde systeem wordt de naam van de helderste ster in een sterrenbeeld met de letter alfa aangeduid, zoals Alpha Centauri.
- In de materiaalkunde stelt de alfa de thermische uitzettingscoëfficiënt voor.
- In de scheikunde stelt alfa de volatiliteit van een stof voor.
- In de elektro-encefalografie worden frequenties rond de 10 Hz alfagolven genoemd.
- In de dynamica staat alfa voor de hoekversnelling, de hoeksnelheid omega afgeleid naar de tijd.
- In de statistiek staat alfa voor het betrouwbaarheidsinterval, dat is de kans dat een waargenomen correlatie op toeval berust.
- Het woord 'alpha' wordt in het internationale spellingsalfabet gebruikt voor de letter "A".
- In de meteorologie: tropische storm Alpha.
- In de houtbewerking: om de vrijloophoek van een snijgereedschap aan te duiden.

## Weergave

### Unicode
De Α en α zijn in 1993 toegevoegd aan de Unicode 1.0-karakterset.
In Unicode vindt men Α onder het codepunt U+0391 (hex) en α onder U+03B1.

### HTML
In HTML kan men voor Α de code &Alpha; gebruiken, en voor α &alpha;.